# Jean-Armand de Rotondis de Biscarras

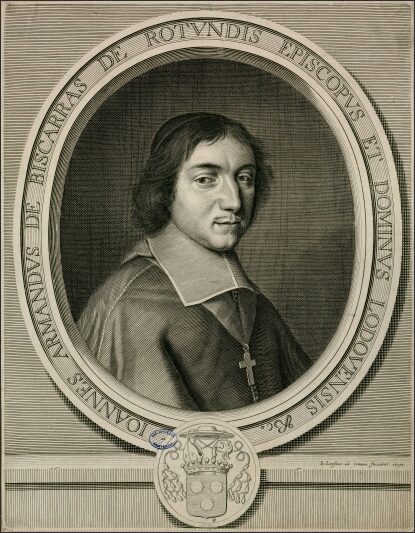
Jean-Armand de Rotondis de Biscarras, Stich von Jean Lenfant, 1670

Jean-Armand de Rotondis de Biscarras, auch Rotondy de Biscaras, († 15./16. Februar 1702 in Béziers) war Bischof der südfranzösischen Diözesen Digne (1668–1669), Lodève (1669–1671) und Béziers (1671–1702).

## Leben
Jean-Armand de Rotondis de Biscarras war ein Sohn von Jacques de Rotondis de Biscarras, Infanterieoberst, Gouverneur von Charleville und Kommandant der Festung Mont-Olympe. Seine Mutter war Françoise de Gleizenove. Er war Doktor der Theologie der Universität Paris und wurde im April 1668 zum Bischof von Digne ernannt. Im Januar 1669 zum Bischof geweiht, legte er am 23. Januar dem König den Treueid ab, bekam seine Diözese aber nie zu Gesicht, denn schon im April transferierte ihn König Ludwig XIV. auf den nach dem Tod Roger de Harlays vakanten Bischofsstuhl von Lodève. Am 20. Oktober legte Bischof Biscarras erneut den Treueid ab, behielt aber auch dieses Bistum nicht lange, sondern wurde mit Dekret vom 5. Januar 1671 nach Béziers versetzt. Am 25. April 1672 legte er zum dritten Mal den Eid vor dem König ab, nahm aber seine Diözese erst am 3. Mai 1673 persönlich in Besitz und wurde am 26. Mai 1673 feierlich in Béziers eingeführt.
1675 hielt Bischof de Biscarras eine Diözesansynode und erließ einige Anweisungen, die 1675 bei Henri Martel und noch einmal 1738 bei Barbut unter dem Titel Instructions de Saint Charles Borromée aux confesseurs gedruckt wurden. 1676 assistierte er in Paris bei mehreren Bischofsweihen. 1678 übergab er das 1672 in Béziers erbaute Seminar den Lazaristen. In dieser Zeit ließ er auch das seit 1513 bestehende Hôpital Mage (Hôtel-Dieu Saint-Jacques)  vergrößern und erweitern. Am 28. April 1679 assistierte er zusammen mit mehreren Bischöfen dem Erzbischof von Narbonne, Kardinal Pierre de Bonzi, bei der Grundsteinlegung der Abteikirche von Aniane. Anlässlich der Eröffnung des Canal des Deux Mers im Mai 1681 hielt er ein feierliches Pontifikalamt in der Kathedrale Saint-Nazaire und segnete die neue Schiffsverbindung an der Spitze einer feierlichen Prozession. 1686 rekonstituierte er das durch königliches Dekret von 1662 für alle größeren Städte vorgeschriebene, aber in Béziers vernachlässigte allgemeine Krankenhaus (Hôpital Général) und sorgte dafür, dass es sich finanziell selber tragen konnte. Nachdem König Ludwig im selben Jahr der Stadt Béziers gestattet hatte, einen jährlichen Markt abzuhalten, wurde zu diesem Zweck eine überdachte Markthalle erbaut.
An den mancherorts durchgeführten gewalttätigen Maßnahmen gegen die Protestanten nach der Aufhebung des Edikts von Nantes 1685 beteiligte sich Mgr de Biscarras nicht. Nachdem der Landtag der Provinz Languedoc den Bau von Kasernen in allen wichtigen Städten beschlossen hatte, erreichte er, dass die Diözese einen Teil der Kosten übernahm und die Stadt Béziers so entlastet wurde. Bedeutende Summen wendete er zur Wiedererrichtung des Bischofspalastes auf, in dem er 1701 die durch Béziers reisenden Herzöge von Burgund (Louis de Bourbon) und Berry (Charles de Bourbon) empfing.
Bischof de Biscarras starb am 15. oder 16. Februar 1702 nach langer Krankheit und wurde in der Kathedrale von Béziers beigesetzt.